# Bloomingdale (Floride)
Pour les articles homonymes, voir Bloomingdale.
Bloomingdale est une census-designated place du comté de Hillsborough, dans l'État de Floride, aux États-Unis,. En 2020, elle compte une population de 22 947 habitants.